# آرنه كارلسون (لاعب هوكي جليد)
آرنه كارلسون (بالسويدية: Arne Carlsson)‏ هو لاعب هوكي جليد سويدي، ولد في 5 يناير 1943 في أوبسالا في السويد.

## وصلات خارجية
- آرنه كارلسون على موقع EliteProspects.com (الإنجليزية)
- آرنه كارلسون على موقع Eurohockey.com (الإنجليزية)
- آرنه كارلسون على موقع HockeyDB.com (الإنجليزية)
- آرنه كارلسون على موقع اللجنة الأولمبية الدولية (الإنجليزية)
- آرنه كارلسون على موقع أوليمبيديا (الإنجليزية)
- آرنه كارلسون على موقع اللجنة الأولمبية السويدية (السويدية)